# Evergreen Park
Evergreen Park es una villa ubicada en el condado de Cook en el estado estadounidense de Illinois. En el Censo de 2010 tenía una población de 19852 habitantes y una densidad poblacional de 2.424,83 personas por km².

## Geografía
Evergreen Park se encuentra ubicada en las coordenadas 41°43′17″N 87°42′5″O / 41.72139, -87.70139. Según la Oficina del Censo de los Estados Unidos, Evergreen Park tiene una superficie total de 8.19 km², de la cual 8.19 km² corresponden a tierra firme y (0%) 0 km² es agua.

## Demografía
Según el censo de 2010, había 19852 personas residiendo en Evergreen Park. La densidad de población era de 2.424,83 hab./km². De los 19852 habitantes, Evergreen Park estaba compuesto por el 74.12% blancos, el 18.66% eran afroamericanos, el 0.24% eran amerindios, el 1.17% eran asiáticos, el 0.02% eran isleños del Pacífico, el 3.77% eran de otras razas y el 2.02% pertenecían a dos o más razas. Del total de la población el 10.25% eran hispanos o latinos de cualquier raza.